# Pepita La Trobe

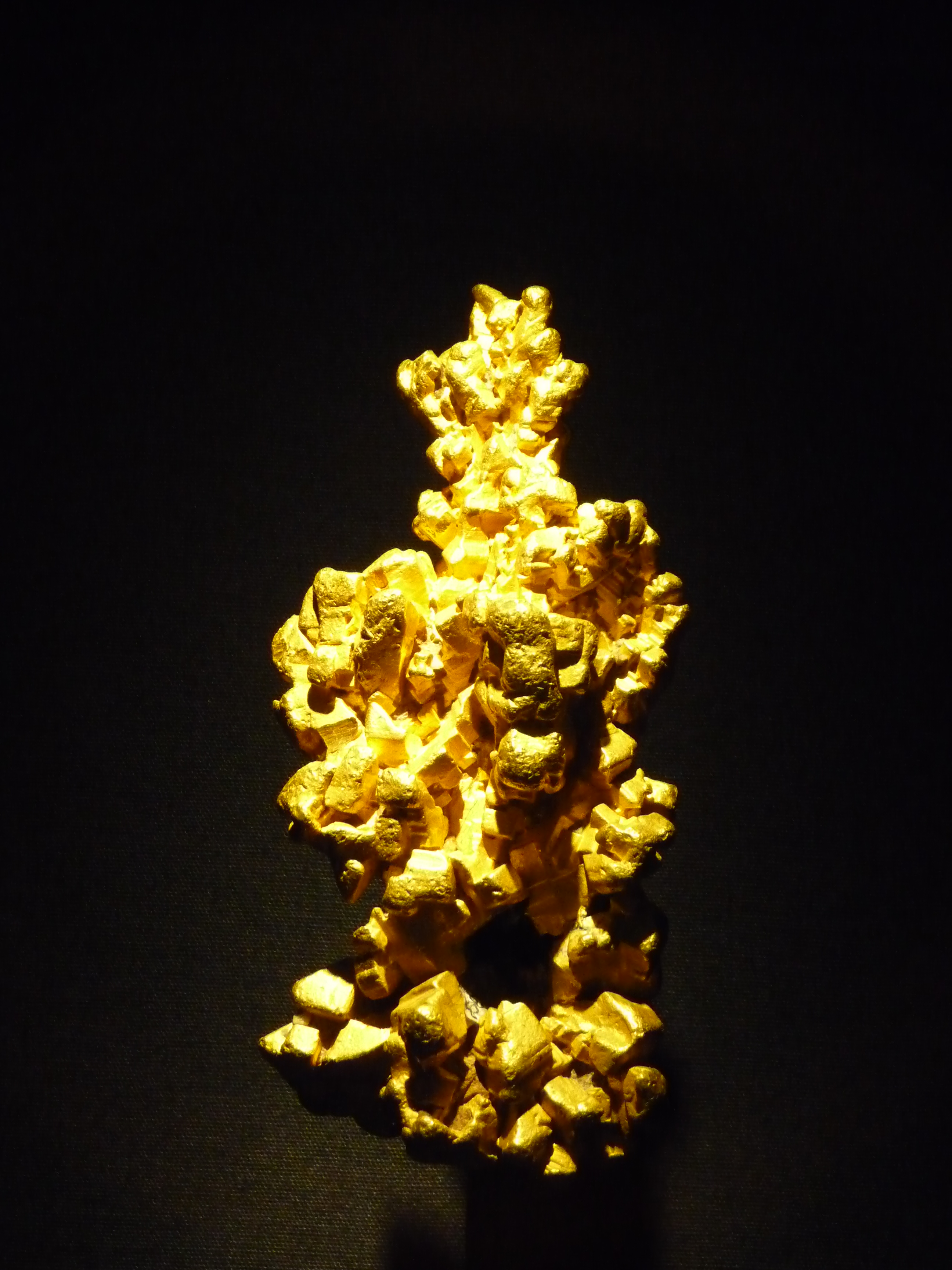
Pepita de oro La Trobe expuesta en el Museo de Historia Natural (Londres)

Pepita La Trobe es una de las pepitas de oro más grandes jamás encontrada. Fue descubierta en Victoria (Australia) en el año 1853. Su pesó es de 25 onzas, lo que equivale a 717 gramos. Lo más característico de esta pepita es su forma geométrica formando un conjunto de oro cristalino. Actualmente se conserva en el Museo de Historia Natural de Londres. El nombre de la pepita es en honor del Gobernador de Victoria por aquel entonces, Charles La Trobe.